# Stražnji Vrh
Stražnji Vrh – wieś w Słowenii, w gminie Črnomelj. W 2018 roku liczyła 159 mieszkańców.